# 小野路町 (多摩市)
小野路町（おのじまち）は、東京都多摩市の旧地名。1973年（昭和48年）12月1日に東京都町田市小野路町より分離編入され、1983年（昭和58年）2月1日の南野二・三丁目への編入によって消滅した。町田市小野路町及び、編入前の詳細については小野路町 (町田市)を参照のこと。

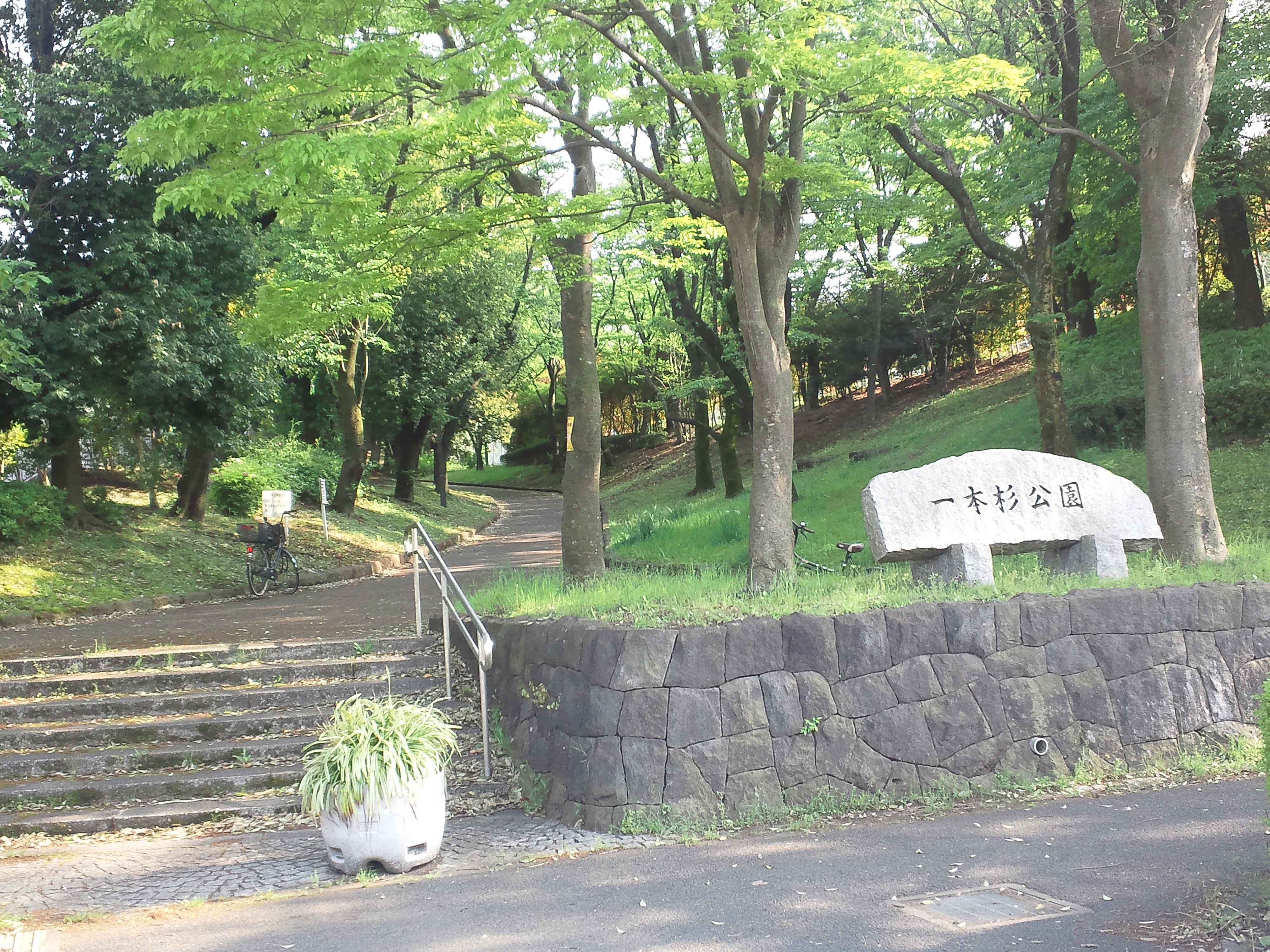
一本杉公園

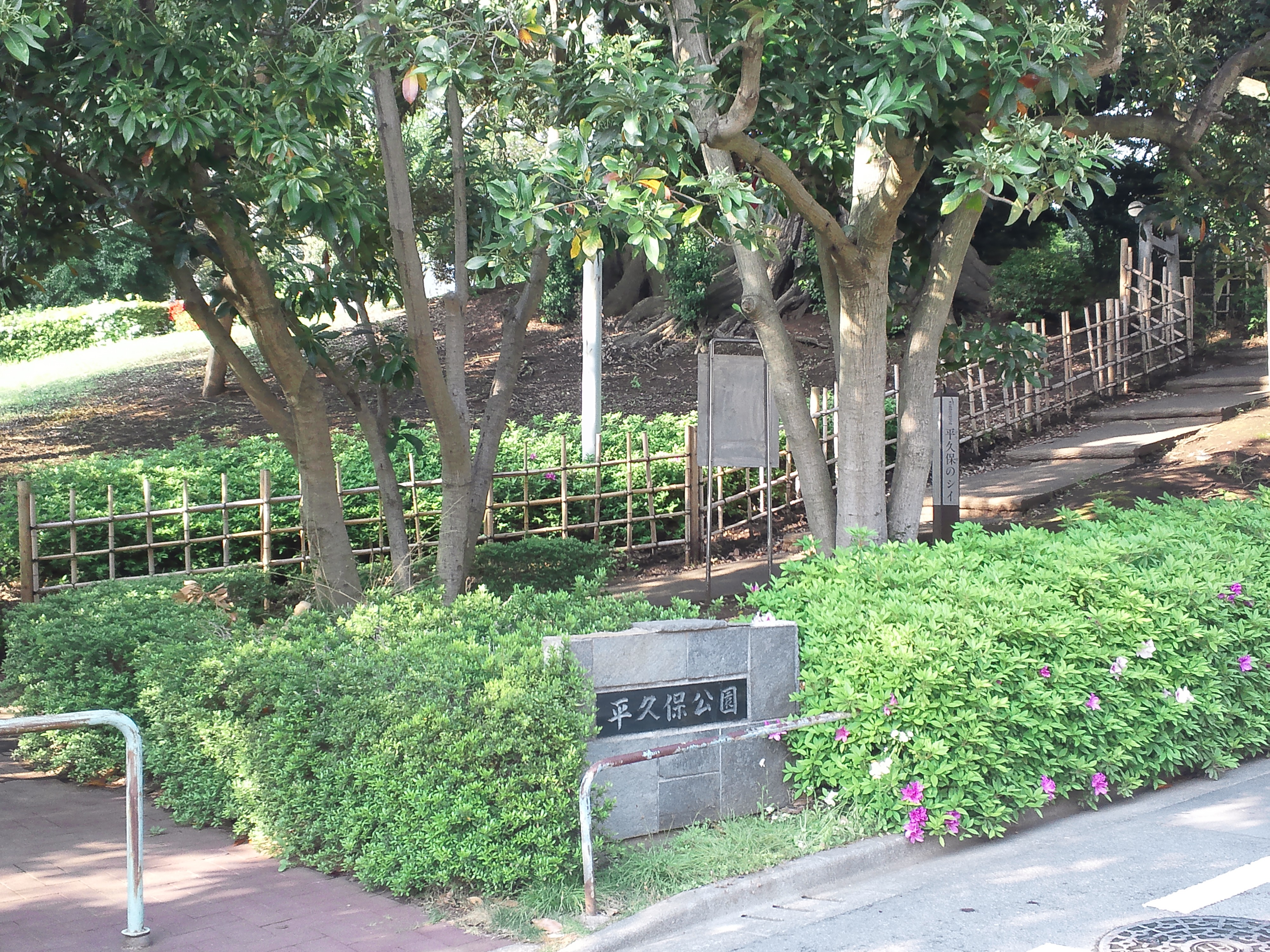
平久保（びりくぼ）公園

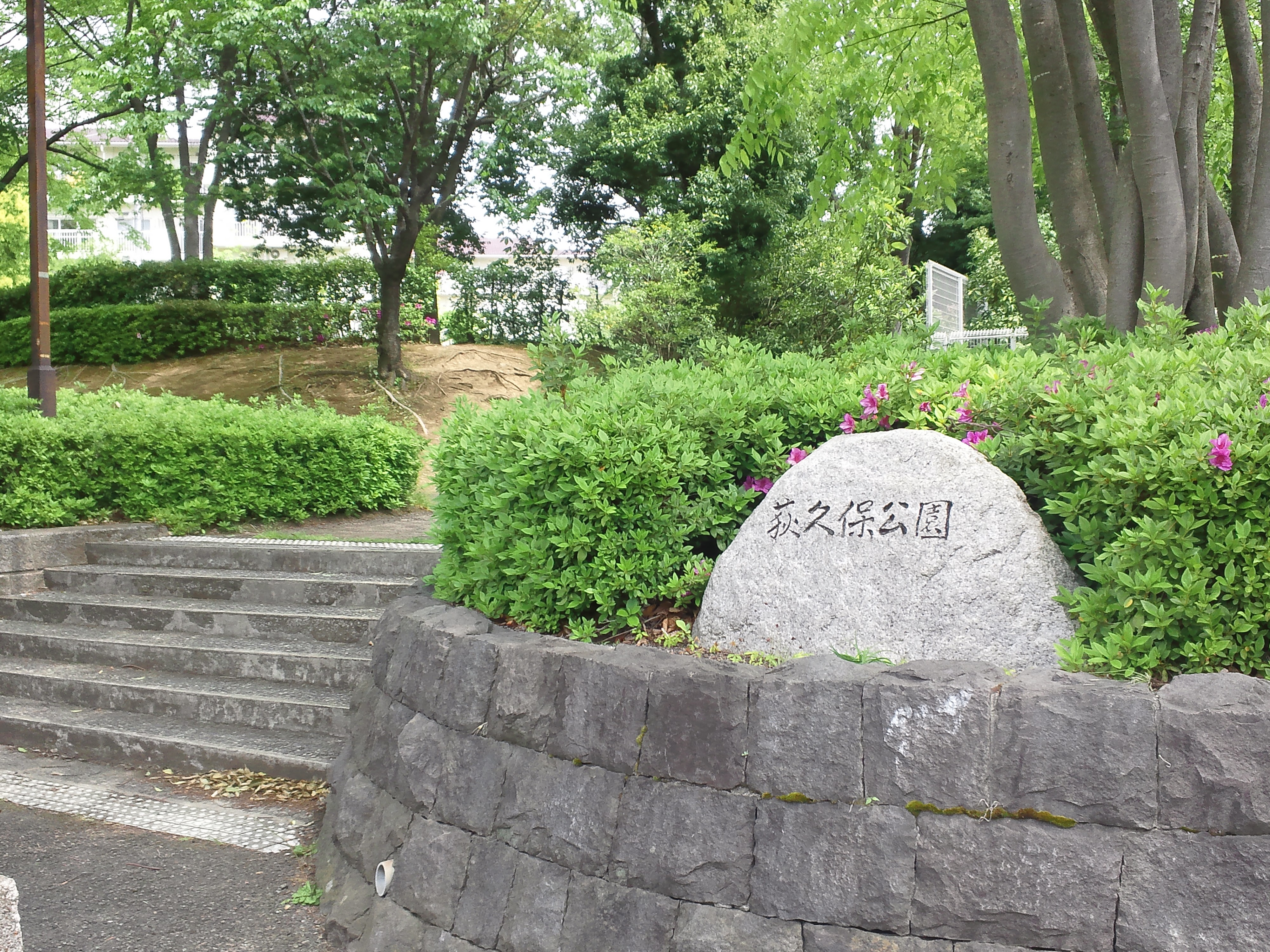
荻久保公園

## 地理
1973年（昭和48年）に多摩市に編入されるまでは、町田市小野路町の一部であった。編入後は多摩市小野路町となった。

## 歴史
1973年（昭和48年）12月1日に町田市と多摩市は多摩ニュータウン区域界を境に境界変更。この時、町田市小野路町、上小山田町および下小山田町の一部が多摩市に編入され、また多摩市落合の一部が町田市に編入となった。多摩市に編入になった小野路町の一部は、多摩市小野路町となる。その後、多摩ニュータウン建設で町名整理が続き、多摩市永山五丁目～七丁目、貝取三～五丁目、豊ヶ丘四～六丁目、落合四～六丁目、鶴牧四～五丁目、南野一～三丁目のそれぞれ一部となった。現在の地図上で町田、多摩両市の旧境界を判断することは困難である。しかし、一部多摩市内で小野路町の痕跡を見ることもできる。
- 南野 - 多摩市の町名。多摩市の南＋小野路ということで名づけられた。
- 瓜生緑地 - 多摩市永山三・五丁目。小野路町の小字、瓜生（うりゅう）に因む。なお、瓜生は当時の多摩市と跨る地名で、旧来の貝取にも小字として存在していた。
- 小野路第一公園 - 多摩市南野二丁目。
- 小野路第二公園 - 多摩市南野二丁目。
- 小野路第三公園 - 多摩市永山六丁目。
- 小野路第四公園 - 多摩市永山六丁目。
- 一本杉公園 - 多摩市南野二丁目。小野路町の小字、一本杉（いっぽんすぎ）に因む。
- 平久保公園 - 多摩市落合四丁目。小野路町の小字、平久保（びりくぼ）に因む。
- 荻久保公園 - 多摩市落合六丁目。小野路町の小字、荻久保（おぎくぼ）に因む。

### 沿革
- 1975年（昭和50年）1月1日 小野路町の一部を含む永山六丁目を新設。小野路町の一部を永山五丁目に編入。
  - 永山は大字乞田、貝取、小野路町のそれぞれ一部より新設。
- 1975年（昭和50年）11月1日 小野路町の一部を含む永山七丁目、豊ヶ丘四～六丁目、落合四丁目、貝取四～五丁目、南野二丁目を新設。小野路町の一部を永山六丁目に編入。
  - 豊ヶ丘は大字落合、乞田、貝取、小野路町のそれぞれ一部より新設。
  - 落合は大字乞田、落合、小野路町、下小山田町のそれぞれ一部より新設。
  - 貝取は大字貝取、小野路町のそれぞれ一部より新設。
  - 南野は大字小野路町、落合、下小山田町のそれぞれ一部より新設。
- 1977年（昭和52年）2月16日 小野路町の一部を永山六丁目、貝取三丁目、南野二丁目に編入。
- 1977年（昭和52年）9月1日 小野路町の一部を貝取三丁目に編入。
- 1978年（昭和53年）11月1日 小野路町の一部を含む南野一丁目を新設。小野路町の一部を永山七丁目、貝取五丁目に編入。
- 1980年（昭和55年）9月1日 小野路町の一部を含む落合五～六丁目、鶴牧四～五丁目を新設。
  - 鶴牧は大字落合、小野路町、下小山田町のそれぞれ一部より新設。
- 1981年（昭和56年）7月25日 小野路町の一部を南野二丁目に編入。
- 1982年（昭和57年）2月16日 小野路町の一部を含む南野三丁目を新設。小野路町の一部を落合四、六丁目、鶴牧五丁目、南野二丁目に編入。
- 1983年（昭和58年）2月1日 小野路町の一部を南野二、三丁目に編入。